# Augustin Johann Thomasberger
Augustin Johann Thomasberger (* 1676 in Klein Mohrau; † 5. Dezember 1734 in Olmütz) war ein in Mähren tätiger Bildhauer und Bildschnitzer des Barock.

## Leben
Augustin Johann Thomasberger hat sich wahrscheinlich kurz vor 1704 in Olmütz niedergelassen. 1703 wurde er Meister. Er hatte aus erster Ehe drei Kinder. 1715 erwarb er ein Haus in der Fronleichnamsgasse 4 vom Bildhauer Johann Hertzog. In einem Streit zwischen Thomasberger und den übrigen Olmützer Bildhauern wurde ihm 1719 vorgeworfen, den Bildhauergesellen Tobias Schütz mit einem Scheinvertrag beschäftigt zu haben, der in Wahrheit aber für Wenzel Render gearbeitet habe. Durch diesen Konflikt endete die langjährige Freundschaft zwischen Render und dem Bildhauer Johann Sturmer. In den Jahren 1725 und 1730 wurde Thomasberger Geschworener der Bildhauergilde. Nach dem Tod seiner Frau 1733 heiratete er ein halbes Jahr später Johanna Hückler. Wenig später starb Thomasberger im Alter von 58 Jahren an der Wassersucht.
Sein ältester Sohn Johann Ignaz Thomasberger war ebenfalls Bildhauer.

## Werk
Thomasberger war Holzbildhauer. Als solcher fertigte er die Holzfiguren an den Altären und am Orgelgehäuse der Jesuitenkirche Maria Schnee in Olmütz in den Jahren 1720 bis 1723.